# Kotiużany (stacja kolejowa)
Kotiużany (ukr. Котюжани) – stacja kolejowa w miejscowości Obuchiw, w rejonie mohylowskim, w obwodzie winnickim, na Ukrainie. Położona jest na linii Żmerynka – Mohylów Podolski – Ocnița.

## Historia
Stacja powstała w 1892 na linii ze Żmerynki do Oknicy i przejścia granicznego z Austro-Węgrami w Nowosielicy, pomiędzy stacjami Kopaj Gorod i Niemierczi.